# Bambū
Bambū é uma cadeia de bebidas de sobremesa especializada em chè e outras sobremesas e bebidas vietnamitas. Em 2021, a QSR descreveu a empresa sediada em San José como “a original e única cadeia de bebidas de sobremesa com chè vietnamita”.
Fundada em 2008, a empresa opera em mais de 70 locais em 22 estados dos Estados Unidos e no Canadá, a partir de 2021.